# Kplangs
Els kplangs (o prangs) són els membres d'un grup ètnic guang que viuen al districte de Sene a la regió Brong-Ahafo, al centre de Ghana. La seva llengua materna és el kplang. Hi ha entre 1.600 (2003) i 2.100 kplangs. El seu codi ètnic és NAB59a i el seu ID és 14460.

## Situació territorial i pobles veïns
El territori on es parla kplang està situat al sud de la ciutat de Yeji, al districte de Sene a la regió Brong-Ahafo, a la riba meridional del llac Volta.
Segons el mapa lingüístic de Ghana de l'ethnologue, el territori kplang està situat al centre de Ghana. És un petit territori que té la part superior del llac Volta a l'est i nord-oest i el territori dels chumburungs al nord. Segons aquest mapa, al sud i a l'oest no hi ha cap territori de cap grup ètnic definit.

## Llengua
La llengua materna dels kplangs és el kplang. A més a més també parlen l'àkan.

## Religió
La majoria dels kplangs són cristians (65%) i el 35% creuen en religions africanes tradicionals. La meitat dels kplangs cristians són catòlics, una quarta part són protestants i l'altre quarta part pertanyen a esglésies independents. Segons el joshuaproject, el 19% dels kplangs cristians segueixen el moviment evangèlic.